# Parti social-démocrate de Russie
Ne doit pas être confondu avec Parti ouvrier social-démocrate de Russie.
Pour les articles homonymes, voir Parti social-démocrate.
 (septembre 2017).
Si vous disposez d'ouvrages ou d'articles de référence ou si vous connaissez des sites web de qualité traitant du thème abordé ici, merci de compléter l'article en donnant les références utiles à sa vérifiabilité et en les liant à la section « Notes et références ».
Le Parti social-démocrate de Russie (en russe : Социал-демократическая партия России (Social-dyemokratitchyeskaya partiya rossii)) est un parti politique russe fondé en 2001 par Mikhaïl Gorbatchev. Il devient l'Union des sociaux-démocrates en 2007.
Il était membre consultatif de l'Internationale socialiste. Il entretint de très bonnes relations avec les partis communistes à l'international (notamment avec le Parti communiste français et le Parti communiste chinois).

## Programme initial
Le programme du Parti social-démocrate de Russie présente une vision pour le développement de la Russie basée sur des principes de partenariat social, de compromis historique, et d'intégration des valeurs sociales-démocrates et libérales. Le programme est exposé en novembre 2001 :
1. Principes et valeurs fondamentaux

- Partenariat social et compromis historique : Le parti croit que le progrès social et spirituel de la Russie peut être atteint par un partenariat entre le travail et le capital, la société et l'État, et l'individu et la société.
- Héritage et Internationalisme : Les sociaux-démocrates russes se considèrent comme faisant partie de la social-démocratie internationale, héritant des meilleures réalisations de la pensée sociale-démocrate nationale.
- Humanisme et valeurs : Le parti met l'accent sur le nouvel humanisme, qui se manifeste par la liberté, une vie matérielle décente, la sécurité des citoyens, une vie spirituelle riche, et la liberté de conscience.
- Patriotisme et internationalisme : Les sociaux-démocrates se considèrent comme des patriotes de leur pays, cherchant à unifier la société sans la diviser en "patriotes" et "pilleurs".

2. Objectifs et stratégies
- Modernisation et réformes : Le parti vise une société ouverte, juste et démocratique, avec un État social garantissant les droits et libertés des citoyens. Ils critiquent l'absence de stratégie claire pour la modernisation de la société et les réformes inachevées.
- Politique sociale : La politique sociale est considérée comme la base du développement intégral de l'homme et de la société. Les priorités incluent la santé, l'éducation, la science, la culture, et la famille.
- Santé et habitat : Le parti propose une politique de santé couvrant des mesures étatiques, sociales, économiques et médicales pour améliorer la santé humaine et augmenter l'espérance de vie.
- Éducation et Sciences : L'éducation est vue comme essentielle pour une personnalité libre, avec un accent sur l'habileté, les connaissances, le professionnalisme, et l'intelligence.

3. Méthodes et approches
- Méthodes démocratiques : Le parti cherche à atteindre ses objectifs par des méthodes démocratiques, fondées sur la Constitution de la Fédération de Russie.
- Économie et environnement : Ils soutiennent l'économie de marché et la propriété privée, mais s'opposent aux excès mercantiles. Ils prônent également une transition vers un développement environnemental durable.